# Mount Hazlett
Mount Hazlett ist ein 2080 m hoher Berg im Norden des ostantarktischen Viktorialands. In den Victory Mountains ragt er an der Südseite der Einmündung des Montecchi-Gletschers in den Tucker-Gletscher auf.
Der United States Geological Survey kartierte ihn anhand eigener Vermessungen und Luftaufnahmen der United States Navy aus den Jahren von 1960 bis 1964. Das Advisory Committee on Antarctic Names benannte den Berg 1970 nach Paul C. Hazlett, Mitglied der Flugstaffel VX-6 auf der McMurdo-Station im Jahr 1968.